# Charlotte Chauchet-Guilleré
Charlotte Chauchet-Guilleré, née le 5 décembre 1878 à Charleville (Ardennes) et décédée le 13 mars 1964 à Paris, est une artiste française. Elle a été peintre puis s’est consacrée aux arts décoratifs comme créatrice mais aussi en contribuant à une meilleure exposition et à une meilleure connaissance de l’art déco par le grand public.

## Biographie
Charlotte Stéphanie Henriette Chauchet est né en décembre 1878 à Charleville (Ardennes) de Léon Prosper Chauchet, brasseur, alors âgé de 22 ans, né à Raucourt (Ardennes) et de Louise Amélie Henriette Michon, 19 ans, son épouse. Léon Prosper Chauchet est de la même génération qu'Arthur Rimbaud et Ernest Delahaye : «Nous nous grisâmes-z-un jour royalement ensemble» écrit ainsi Ernest Delahaye.  Ses parents habitent rue d'Aubilly, à deux pas de la Place Ducale.
Après des études en Ardennes, elle poursuit à Paris, bénéficiant notamment des enseignements de Gabriel Édouard Thurner, Benjamin Constant, et Jean-Paul Laurens. Elle se lance comme peintre et ses toiles sont admises dans plusieurs salons, Salon des artistes français (par exemple avec Marée), salon de l'Union des femmes peintres et sculpteurs. Elle reçoit en 1901 une Mention honorable, en 1902 une médaille, et en 1904 une Bourse de voyage. L'État acquiert trois de ses œuvres en 1901, 1904 et 1906 : Intérieur de cuisine, Intimité et Fillette à la pomme. Le musée de Charleville la sélectionne également et acquiert quatre tableaux pour ses collections,. 
Le 17 mars 1906, à Paris, elle épouse l'avocat, amateur d'art et poète René Guilleré, membre fondateur, en 1901, de la Société des artistes décorateurs (S.A.D.) dont il est secrétaire général. Ils se font construire une demeure en briques et en ardoises, avec une façade sans ostentation mais pourtant singulière et élégante, au 13 rue Eugénie Gérard à Vincennes. Tout en continuant son activité de peintre, Charlotte Chauchet-Guilleré devient membre actif de cette société. Elle expose  des panneaux décoratifs, au Salon d'automne de 1910 à 1913, et au Salon des indépendants de 1911 à 1913. Elle est sollicitée à la même époque par Hector Guimard pour exécuter une fresque dans la salle à manger de l’hôtel Mezzara (1910-1911).
À partir de 1909, elle crée avec son mari, et grâce à l'appui de la famille Laguionie elle se voit confier par la direction du Printemps, un rayon d'art décoratif dans ces Grands magasins. En janvier 1913, toujours au sein du Printemps, ils lancent une structure nouvelle, Primavera, consacrée au mobilier et aux arts décoratifs. Ce sont des ateliers d'art, avec des lieux de fabrication en banlieue et en province, sollicitant des artisans, des créateurs, produisant des modèles exclusifs, avec un espace spécifique d'exposition en magasin. Il s'agit de travail du bois, des tissus, du verre, du papier et de la céramique, objets qui rencontrent un succès rapide. Cette structure Primavera diffuse vers le grand public un mobilier et des objets de décoration modernes, gommant les cloisonnements entre l'art, l'artisanat et la grande distribution. À un moment où la critique boude encore le cubisme et ses maîtres, Juan Gris, Georges Braque et Pablo Picasso, René Guilleré et Charlotte Chauchet-Guilleré s'inspirent de leurs œuvres, puis puisent dans d'autres sources d'inspiration lorsque les meubles géométriques envahissent le marché. Leurs collections s'inscrivent dans le mouvement de l'Art déco. René Guilleré est le premier directeur de Primavera. Charlotte Chauchet-Guilleré en assure la direction artistique de 1922 à 1937. Les autres grands magasins copient la formule : ainsi, les Galeries Lafayette sollicitent Maurice Dufrêne pour animer la Maîtrise, et Paul Follot anime Ponome au Bon Marché. 
En 1931, René Guilleré meurt. Un des grands créateurs de mobilier de l'équipe Primavera, Louis Sognot, seconde Charlotte Chauchet-Guilleré qui assure cette direction de Primavera jusqu'en 1937, puis se retire. Elle meurt le 13 mars 1964 à Paris.

## Œuvres
- Souvenir de l'Abbaye de Noirlac, 46 x 38 cm, Gray (Haute-Saône), musée Baron-Martin.

### Articles de journaux et revues contemporains
Par date de parution décroissante.
- Waldemar George, « Chronique d'art appliqué. L'apport de Primavera. », La Presse, no 4680,‎ 9 décembre 1927, p. 5 (lire en ligne).
- M. Coriolès, « Arts féminins. », Le Gaulois, no 12033,‎ 24 septembre 1910, p. 1 (lire en ligne).
- Rédaction Le Temps, « Un musée ardennais. », Le Temps, no 17133,‎ 22 mai 1908, p. 3 (lire en ligne).
- Arsène Alexandre, « Les salons de 1903. Société des artistes français. », Le Figaro,‎ 30 avril 1903, p. 3, 4 (lire en ligne).
- Raymond Bouyer, « L’École française au salon de 1903. », La Nouvelle Revue,‎ mai-juin 1903, p. 396 (lire en ligne).
- Arsène Alexandre, « Les salons de 1902. Société des artistes français. », Le Figaro,‎ 30 avril 1902, p. 4 (lire en ligne).
- Pierre L'Ermite, « Exposition des femmes peintres et sculpteurs. », La Croix,‎ 11 février 1902, p. 1 (lire en ligne).
- Arsène Alexandre, « Les salons de 1901. Société des artistes français. », Le Figaro,‎ 30 avril 1901, p. 4 (lire en ligne).

### Webographie
- « Vincennes (94), un patrimoine à découvrir. Demeure (1910) de René Guilleré (1878-1931) et de Charlotte Chauchet-Guilleré (1878-1962), peintre designer - 13 rue Eugénie Gérard, Vincennes (94) ».
- « Primavera, l'atelier d'art des magasins du Printemps ».
- « Primavera. L'atelier d'art des magasins du Printemps. Exposition internationale des arts décoratifs de 1925 ».
- Alain-René Hardy, « L'atelier Primavera, atelier d'art des Grands magasins du Printemps ».
- « 1925 Quand l'Art Déco séduit le monde ».
- « Acte de naissance 763/779 N°334 », sur le site des archives départementales des Ardennes.